# Dulcinea Langfelder
Dulcinea Langfelder (Brooklyn, Nueva York, 6 de febrero de 1955 - 26 de enero de 2025) fue una artista pluridisciplinaria (teatro, danza, canto, mimo, multimedia) estadounidense. Fue la fundadora de la compañía de espectáculos Dulcinea Langfelder & Cia.

## Biografía
Dulcinea Langfelder estudió danza con Paul Sanasardo, mimo con el maestro Étienne Decroux en París, y teatro con Eugenio Barba y Yoshi Oida. Cuando los asistentes de Decroux –Jean Asselin y Denise Boulanger– volvieron a Montreal para fundar su propia compañía, «Omnibus», invitaron a Langfelder unirse a ellos. Ella aceptó y se trasladó a Montreal en 1978.
En 1985 fundó du propia compañía en Montreal, llamada «Virtuous Circle Dance theatre». En 1997, cambia el nombre de la compañía a Dulcinea Langfelder & Cia. Fundada como una organización sin ánimo de lucro, la compañía se dedica a la creación de espectáculos  que fusionan el teatro, la danza y el arte multimedia, cruzando barreras interdisciplinarias y culturales. Dulcinea Langfelder & Cia ha creado  siete espectáculos y realiza giras por todo el mundo.[cita requerida] Además de dirigir la compañía, Dulcinea Langfelder ha realizado alrededor de veinte coreografías para el teatro, comedias musicales y televisión.

## Obras principales
- En creación: Pillow Talk[6]
- 2008: El Lamento de Dulcinea[7]
- 1999: Victoria[8]
- 1994-1997: Retrato de mujer con equipaje[9]
- 1990: Hockey! O.K.?[10]
- 1988-1996: La vecina[11]
- 1985: Circulo vicioso[12]

## Premios y reconocimientos
- En 2010, recibió un certificado de reconocimiento del Consejo de personas mayores del Quebec, por el papel de su obra Victoria en la mejora del bienestar de las personas de la tercera edad, de su condición y de su lugar en la sociedad.[13]
- En 2007, los críticos del periódico The Herald concedieron a Victoria el premio  «Herald Angel», concebido como reconocimiento a la excelencia en el festival Fringe de Edimburgo.[14]
- En 2005, recibió el premio «Coup de coeur du public» por la obra Victoria en el festival de teatro de L’Assomption, Quebec.[15]
- En 1990, el periódico de Montreal La Presse la nombró  «Personalidad del año en danza»  por su versatilidad artística y sus inspiradas actuaciones.[16][17]